# Rhiza stenoptera
Rhiza stenoptera is een vlinder uit de familie uilen (Noctuidae). De wetenschappelijke naam is voor het eerst geldig gepubliceerd in 1970 door Boursin.
De soort komt voor in Europa.